# Turkije op het Europees kampioenschap voetbal 2000
Turkije was een van de deelnemende landen op het Europees kampioenschap voetbal 2000 in Nederland en België. Het was de tweede deelname voor het land. Turkije strandde in de kwartfinale van het Europees kampioenschap.

## Kwalificatie
Turkije speelden in Groep 3 van de kwalificatie voor het Europees Kampioenschap samen met Duitsland, Finland, Noord-Ierland en Moldavië. Turkije kwalificeerde zich door tweede te eindigen in de poule, en de play-off duels met Ierland te winnen.

### Kwalificatieduels
| 5 september 1998 | Noord-Ierland | 3–0 (1-0) | Turkije   |
| 10 oktober 1998  | Turkije       | 1–0 (0-0) | Duitsland |
| 14 oktober 1998  | Turkije       | 1–3 (0-1) | Finland   |
| 27 maart 1999    | Turkije       | 2–0 (1-0) | Moldavië  |
| 5 juni 1999      | Finland       | 2–4 (2-2) | Turkije   |
| 4 september 1999 | Noord-Ierland | 0–3 (0-1) | Turkije   |
| 8 september 1999 | Moldavië      | 1–1 (1-0) | Turkije   |
| 9 oktober 1999   | Duitsland     | 0–0 (0-0) | Turkije   |

|   | Land          | Wed | W | G | V | DV | DT | DS  | Pnt |
| - | ------------- | --- | - | - | - | -- | -- | --- | --- |
| 1 | Duitsland     | 8   | 6 | 1 | 1 | 20 | 4  | +16 | 19  |
| 2 | Turkije       | 8   | 5 | 2 | 1 | 15 | 6  | +9  | 17  |
| 3 | Finland       | 8   | 3 | 1 | 4 | 13 | 13 | 0   | 10  |
| 4 | Noord-Ierland | 8   | 1 | 2 | 5 | 4  | 19 | -15 | 5   |
| 5 | Moldavië      | 8   | 0 | 4 | 4 | 7  | 17 | -10 | 4   |

### Play-off
Aangezien Turkije als tweede in groep 3 eindigde moest het elftal twee play-off wedstrijden spelen tegen de nummer twee uit kwalificatiepoule 8: Ierland. Dat elftal was met slecht één punt achterstand op poulewinnaar Joegoslavië tweede geworden. Turkije wist de onderlinge wedstrijden goed door te komen: na een 1-1 gelijkspel had Turkije aan een 0-0 genoeg om kwalificatie af te dwingen: de uitdoelpunten tellen bij gelijke stand dubbel.
13 november 1999
| Ierland | 1-1 (0-0) | Turkije |

17 november 1999
| Turkije | 0-0 (0-0) | Ierland |

### Gebruikte spelers
Bondscoach Mustafa Denizli gebruikte in de tien kwalificatieduels voor het Europees Kampioenschap 25 verschillende spelers.
| Naam              | Wedstrijden | Minuten | Doelpunten |   |   |
| ----------------- | ----------- | ------- | ---------- | - | - |
| Hakan Şükür       | 10          | 900     | 4          | 0 | 0 |
| Alpay Özalan      | 10          | 900     | 0          | 0 | 0 |
| Tayfur Havutçu    | 10          | 894     | 5          | 0 | 1 |
| Sergen Yalçin     | 10          | 868     | 1          | 0 | 6 |
| Rüştü Reçber      | 10          | 847     | 0          | 0 | 1 |
| Abdullah Erkan    | 9           | 771     | 0          | 0 | 3 |
| Ogün Temizkanoğlu | 8           | 717     | 1          | 0 | 1 |
| Tugay Kerimoğlu   | 8           | 438     | 0          | 3 | 4 |
| Fatih Akyel       | 7           | 540     | 0          | 1 | 1 |
| Okan Buruk        | 7           | 443     | 0          | 1 | 3 |
| Ali Eren Beserler | 6           | 540     | 0          | 0 | 0 |
| Tayfun Korkut     | 6           | 475     | 0          | 0 | 2 |
| Arif Erdem        | 6           | 330     | 3          | 3 | 2 |
| Oktay Derelioğlu  | 5           | 213     | 2          | 2 | 2 |
| Hakan Ünsal       | 5           | 176     | 0          | 3 | 1 |
| Mert Korkmaz      | 4           | 231     | 0          | 2 | 0 |
| Ümit Davala       | 4           | 59      | 0          | 3 | 1 |
| Saffet Akbas      | 3           | 191     | 0          | 1 | 0 |
| Hami Mandirali    | 3           | 123     | 0          | 2 | 1 |
| Ayhan Akman       | 3           | 123     | 0          | 2 | 1 |
| Engin Ipekoglu    | 1           | 53      | 0          | 1 | 0 |
| Ergün Penbe       | 1           | 22      | 0          | 1 | 0 |
| Oğuz Çetin        | 1           | 17      | 0          | 1 | 0 |
| Hasan Sas         | 1           | 8       | 0          | 1 | 0 |
| Ümit Karan        | 1           | 1       | 0          | 1 | 0 |

## Wedstrijden op het Europees kampioenschap

### Groep B
| Land    | Wed | Win | Gel | Ver | DV | DT | +/− | Pnt |
| ------- | --- | --- | --- | --- | -- | -- | --- | --- |
| Italië  | 3   | 3   | 0   | 0   | 6  | 2  | 4   | 9   |
| Turkije | 3   | 1   | 1   | 1   | 3  | 2  | 1   | 4   |
| België  | 3   | 1   | 0   | 2   | 2  | 5  | -3  | 3   |
| Zweden  | 3   | 0   | 1   | 2   | 2  | 4  | --2 | 1   |

11 juni 2000
| Turkije | 1-2 | Italië | GelreDome, Arnhem |

15 juni 2000
| Zweden | 0-0 | Turkije | Philips Stadion, Eindhoven |

19 juni 2000
| Turkije | 2-0 | België | Koning Boudewijnstadion, Brussel |

### Kwartfinale
In de kwartfinale speelt Turkije tegen de nummer 1 uit poule A, Portugal. Deze wedstrijd werd met 2-0 verloren.
24 juni 2000
| Portugal | 2-0 | Turkije | Amsterdam ArenA, Amsterdam |

Poule A:
 Duitsland ·
 Roemenië ·
 Portugal ·
 Engeland
Poule B:
 België ·
 Zweden ·
 Turkije ·
 Italië
Poule C:
 Spanje ·
 Noorwegen ·
 Joegoslavië ·
 Slovenië
Poule D:
 Frankrijk ·
 Denemarken ·
 Nederland ·
 Tsjechië
TFF · A-internationals · Selecties · Bondscoaches · Turks vrouwenelftal · Olympisch elftal · Turkije U21 · Turkije U20 · Turkije U19 · Turkije U18 · Turkije U17 · Turkije U16
1923 – 1929 · 
1930 – 1939 · 
1940 – 1949 · 
1950 – 1959 · 
1960 – 1969 · 
1970 – 1979 · 
1980 – 1989 · 
1990 – 1999 · 
2000 – 2009 · 
2010 – 2019 ·
2020 − 2029
EK 1996 · 
EK 2000 · 
EK 2008 · 
EK 2016 ·
EK 2020 ·
EK 2024 · WK 1954 · WK 2002 · OS 1924 · 
OS 1928 · 
OS 1936 · 
OS 1948 · 
OS 1952 · 
OS 1960
1923 · 
1924 · 
1925 · 
1926 · 
1927 · 
1928 · 
1929 · 1930 · 
1931 · 
1932 · 
1933 · 1934 · 1935 · 
1936 · 
1937 · 
1938 · 1939 · 1940 · 1941 · 1942 · 1943 · 1944 · 1945 · 1946 · 1947 · 
1948 · 
1949 · 
1950 · 
1952 · 
1952 · 
1953 · 
1954 · 
1955 · 
1956 · 
1957 · 
1958 · 
1959 · 
1960 · 
1961 · 
1962 · 
1963 · 
1964 · 
1965 · 
1966 · 
1967 · 
1968 · 
1969 · 
1970 · 
1971 · 
1972 · 
1973 · 
1974 · 
1975 · 
1976 · 
1977 · 
1978 · 
1979 · 
1980 · 
1981 · 
1982 · 
1983 · 
1984 · 
1985 · 
1986 · 
1987 · 
1988 · 
1989 · 
1990 · 
1991 · 
1992 · 
1993 · 
1994 · 
1995 · 
1996 · 
1997 · 
1998 · 
1999 · 
2000 · 
2001 · 
2002 · 
2003 · 
2004 · 
2005 · 
2006 · 
2007 · 
2008 · 
2009 · 
2010 · 
2011 · 
2012 · 
2013 · 
2014 · 
2015 ·
2016 ·
2017 ·
2018 ·
2019 ·
2020 ·
2021 ·
2022 ·
2023 ·
2024
Albanië ·
Algerije ·
Andorra ·
Angola ·
Armenië ·
Australië ·
Azerbeidzjan ·
België ·
Bosnië en Herzegovina ·
Brazilië ·
Bulgarije ·
Canada ·
Chili ·
China ·
Colombia ·
Costa Rica ·
DDR ·
Denemarken ·
Duitsland ·
Ecuador ·
Egypte ·
Engeland ·
Estland ·
Ethiopië ·
Faeröer ·
Finland ·
Frankrijk ·
Georgië ·
Ghana ·
Gibraltar ·
Griekenland ·
Guinee ·
Honduras ·
Hongarije ·
Ierland ·
IJsland ·
Irak ·
Iran ·
Israël ·
Italië ·
Ivoorkust ·
Japan ·
Joegoslavië ·
Kameroen ·
Kazachstan ·
Kosovo ·
Kroatië ·
Letland ·
Libanon ·
Libië ·
Liechtenstein ·
Litouwen ·
Luxemburg ·
Maleisië ·
Malta ·
Moldavië ·
Montenegro · 
Nederland ·
Nieuw-Zeeland ·
Noord-Ierland ·
Noord-Macedonië ·
Noorwegen ·
Oekraïne ·
Oezbekistan ·
Oostenrijk ·
Pakistan ·
Paraguay ·
Polen ·
Portugal ·
Qatar · 
Roemenië ·
Rusland ·
San Marino ·
Saoedi-Arabië ·
Schotland ·
Senegal ·
Servië ·
Slovenië · 
Slowakije ·
Sovjet-Unie ·
Spanje ·
Syrië ·
Tsjechië ·
Tsjecho-Slowakije ·
Tunesië ·
Uruguay ·
Verenigde Staten ·
Wales ·
Wit-Rusland ·
Zuid-Afrika ·
Zuid-Korea ·
Zweden ·
Zwitserland
Brazilië (2002, 1) · 
Costa Rica (2002) · 
Duitsland (2008) · 
Italië (2021) · 
Kroatië (2008) · 
Kroatië (2016) · 
Portugal (2008) · 
Spanje (2016) · 
Tsjechië (2008) · 
Wales (2021) · 
Zwitserland (2008) · 
Zwitserland (2021)